# Lion Brothers
鸿狮标识（Lion Brothers）是一家成立于1899年的美国服装标识解决方案提供商，总部位于美国马里兰州。其在香港也设有分部。是为刺绣徽章、贴花、热转印标签、激光刻蚀装饰等为服装提供标识性的解决方案的供应商。2023年5月被艾利丹尼森收购。